# Mistrzostwa Europy w Piłce Nożnej 2028
Ten artykuł dotyczy przyszłego wydarzenia sportowego. Informacje w nim zawarte zmienią się w przyszłości.
Mistrzostwa Europy w Piłce Nożnej 2028 (oficjalnie UEFA Euro 2028) – osiemnasty turniej o mistrzostwo Europy w piłce nożnej mężczyzn. Gospodarzami turnieju będą Wielka Brytania (Anglia, Szkocja, Walia i Irlandia Północna) i Irlandia.
Będą to trzecie Mistrzostwa Europy rozgrywane w Anglii (po 1996 i 2020 roku) oraz drugie w Szkocji (wcześniej w 2020 roku). Walia, Irlandia Północna i Irlandia zadebiutują w roli gospodarzy turnieju.
Tytułu Mistrza Europy będzie bronić reprezentacja Hiszpanii, która pokonała w finale w 2024 roku reprezentację Anglii 2:1.

## Wybór gospodarza
Zainteresowane kraje do marca 2022 roku musiały zadeklarować ofertę organizacji z 10 stadionami, z których jeden musi mieć 60 tys. miejsc, jeden (najlepiej dwa) musi mieć 50 tys. miejsc, cztery muszą mieć 40 tys. miejsc, a trzy muszą mieć 30 tys. miejsc.
Ostateczny wybór gospodarza Euro 2028 nastąpił 10 października 2023 roku w Nyonie. Komitet Wykonawczy UEFA przyznał organizację jedynej kandydaturze – wspólnej ofercie Wielkiej Brytanii i Irlandii.

### Zaakceptowane kandydatury
- Wielka Brytania ( Anglia,  Irlandia Północna,  Szkocja,  Walia)
- Irlandia

5 stycznia 2022 roku następujące federacje piłkarskie złożyły wspólnie chęć organizacji UEFA Euro 2028. Wybór kandydatury 10 października 2023 w Nyonie.

### Wycofane kandydatury
- Turcja.

23 marca 2022 roku Turecka Federacja Piłkarska potwierdziła aplikację o organizację mistrzostw Europy w 2028 roku. Turcja po raz szósty aplikowała na organizatora mistrzostw (2008, 2012, 2016, 2020, 2024). 12 kwietnia 2023 roku TFF ujawniła listę 10 stadionów aplikujących na 2028 i 2032. Ostatecznie Turcja wycofała się z ubiegania o organizację Euro 2028 4 października 2023 na rzecz turnieju zaplanowanego na 2032 rok.

### Niezakwalifikowane kandydatury
- Rosja.

23 marca 2022 ofertę złożyła również Rosja, pomimo zakazu UEFA wydanego 28 lutego 2022 dla rosyjskich klubów i reprezentacji narodowej z powodu inwazji tego kraju na Ukrainę. 2 maja 2022 roku UEFA uznała obie oferty Rosji na lata 2028 i 2032 za niekwalifikujące się.

## Miasta i stadiony
| Londyn            | Londyn | Manchester | Liverpool |
| ----------------- | --- | --- | --- |
| Stadion Wembley   | Tottenham Hotspur Stadium | City of Manchester Stadium | Everton Stadium |
| Pojemność: 90,652 | Pojemność: 62,322 | Pojemność: 62,170 | Pojemność: 52,888 |
|                   | | | |
| Newcastle         | LondynCardiffManchesterLiverpoolNewcastleBirminghamGlasgowDublinBelfast Miasta-organizatorzy na mapie Wielkiej Brytanii i Irlandii. | LondynCardiffManchesterLiverpoolNewcastleBirminghamGlasgowDublinBelfast Miasta-organizatorzy na mapie Wielkiej Brytanii i Irlandii. | LondynCardiffManchesterLiverpoolNewcastleBirminghamGlasgowDublinBelfast Miasta-organizatorzy na mapie Wielkiej Brytanii i Irlandii. |
| St James’ Park    | LondynCardiffManchesterLiverpoolNewcastleBirminghamGlasgowDublinBelfast Miasta-organizatorzy na mapie Wielkiej Brytanii i Irlandii. | LondynCardiffManchesterLiverpoolNewcastleBirminghamGlasgowDublinBelfast Miasta-organizatorzy na mapie Wielkiej Brytanii i Irlandii. | LondynCardiffManchesterLiverpoolNewcastleBirminghamGlasgowDublinBelfast Miasta-organizatorzy na mapie Wielkiej Brytanii i Irlandii. |
| Pojemność: 52,305 | LondynCardiffManchesterLiverpoolNewcastleBirminghamGlasgowDublinBelfast Miasta-organizatorzy na mapie Wielkiej Brytanii i Irlandii. | LondynCardiffManchesterLiverpoolNewcastleBirminghamGlasgowDublinBelfast Miasta-organizatorzy na mapie Wielkiej Brytanii i Irlandii. | LondynCardiffManchesterLiverpoolNewcastleBirminghamGlasgowDublinBelfast Miasta-organizatorzy na mapie Wielkiej Brytanii i Irlandii. |
|                   | LondynCardiffManchesterLiverpoolNewcastleBirminghamGlasgowDublinBelfast Miasta-organizatorzy na mapie Wielkiej Brytanii i Irlandii. | LondynCardiffManchesterLiverpoolNewcastleBirminghamGlasgowDublinBelfast Miasta-organizatorzy na mapie Wielkiej Brytanii i Irlandii. | LondynCardiffManchesterLiverpoolNewcastleBirminghamGlasgowDublinBelfast Miasta-organizatorzy na mapie Wielkiej Brytanii i Irlandii. |
| Birmingham        | LondynCardiffManchesterLiverpoolNewcastleBirminghamGlasgowDublinBelfast Miasta-organizatorzy na mapie Wielkiej Brytanii i Irlandii. | LondynCardiffManchesterLiverpoolNewcastleBirminghamGlasgowDublinBelfast Miasta-organizatorzy na mapie Wielkiej Brytanii i Irlandii. | LondynCardiffManchesterLiverpoolNewcastleBirminghamGlasgowDublinBelfast Miasta-organizatorzy na mapie Wielkiej Brytanii i Irlandii. |
| Villa Park        | LondynCardiffManchesterLiverpoolNewcastleBirminghamGlasgowDublinBelfast Miasta-organizatorzy na mapie Wielkiej Brytanii i Irlandii. | LondynCardiffManchesterLiverpoolNewcastleBirminghamGlasgowDublinBelfast Miasta-organizatorzy na mapie Wielkiej Brytanii i Irlandii. | LondynCardiffManchesterLiverpoolNewcastleBirminghamGlasgowDublinBelfast Miasta-organizatorzy na mapie Wielkiej Brytanii i Irlandii. |
| Pojemność: 42,640 | LondynCardiffManchesterLiverpoolNewcastleBirminghamGlasgowDublinBelfast Miasta-organizatorzy na mapie Wielkiej Brytanii i Irlandii. | LondynCardiffManchesterLiverpoolNewcastleBirminghamGlasgowDublinBelfast Miasta-organizatorzy na mapie Wielkiej Brytanii i Irlandii. | LondynCardiffManchesterLiverpoolNewcastleBirminghamGlasgowDublinBelfast Miasta-organizatorzy na mapie Wielkiej Brytanii i Irlandii. |
|                   | LondynCardiffManchesterLiverpoolNewcastleBirminghamGlasgowDublinBelfast Miasta-organizatorzy na mapie Wielkiej Brytanii i Irlandii. | LondynCardiffManchesterLiverpoolNewcastleBirminghamGlasgowDublinBelfast Miasta-organizatorzy na mapie Wielkiej Brytanii i Irlandii. | LondynCardiffManchesterLiverpoolNewcastleBirminghamGlasgowDublinBelfast Miasta-organizatorzy na mapie Wielkiej Brytanii i Irlandii. |
| Belfast           | Glasgow | Cardiff | Dublin |
| Casement Park     | Hampden Park | Millennium Stadium | Aviva Stadium |
| Pojemność: 30,000 | Pojemność: 52,032 | Pojemność: 73,952 | Pojemność: 51,711 |
|                   | | | |

1. ↑  Do remontu
2. 1 2  Budowa nowego stadionu

## Eliminacje
Wszyscy gospodarze Mistrzostw Europy 2028 będą musieli walczyć o awans do turnieju w eliminacjach. UEFA gwarantuje udział minimum dwóch gospodarzy w turnieju w przypadku, gdyby żadna lub tylko jedna z pięciu reprezentacji wywalczyła awans poprzez kwalifikacje. 
Drużyny zostaną podzielone na 12 grup składających się z 4 lub 5 zespołów. Zwycięzcy każdych grup oraz 8 najlepszych drużyn z drugich miejsc zakwalifikują się bezpośrednio do turnieju finałowego Euro 2028. Pozostałe miejsca zostaną przyznane w barażach pomiędzy pozostałymi drużynami z 2 miejsc oraz najlepszymi zwycięzcami grup Ligi Narodów 2026/27.